# Manchester United Football Club 1956-1957
Questa voce raccoglie le informazioni riguardanti il Manchester United Football Club nelle competizioni ufficiali della stagione 1956-1957.

## Maglie e sponsor
| Casa | Trasferta | Terza |

## Rosa
| N. |                             | Ruolo | Calciatore          |
| -- | --------------------------- | ----- | ------------------- |
|    | Inghilterra (bandiera)      | P     | Gordon Clayton      |
|    | Inghilterra (bandiera)      | P     | David Gaskell       |
|    | Inghilterra (bandiera)      | P     | Tom Hawksworth      |
|    | Inghilterra (bandiera)      | P     | Ray Wood            |
|    | Inghilterra (bandiera)      | D     | Geoff Bent          |
|    | Inghilterra (bandiera)      | D     | Roger Byrne         |
|    | Irlanda (bandiera)          | D     | Joe Carolan         |
|    | Inghilterra (bandiera)      | D     | Ron Cope            |
|    | Inghilterra (bandiera)      | D     | Bill Foulkes        |
|    | Inghilterra (bandiera)      | D     | Ian Greaves         |
|    | Inghilterra (bandiera)      | D     | Bobby Harrop        |
|    | Inghilterra (bandiera)      | D     | Mark Jones          |
|    | Irlanda del Nord (bandiera) | C     | Jackie Blanchflower |
|    | Inghilterra (bandiera)      | C     | Bobby Charlton      |
|    | Inghilterra (bandiera)      | C     | Eddie Colman        |
|    | Inghilterra (bandiera)      | C     | Duncan Edwards      |

| N. |                        | Ruolo | Calciatore      |
| -- | ---------------------- | ----- | --------------- |
|    | Inghilterra (bandiera) | C     | Freddie Goodwin |
|    | Inghilterra (bandiera) | C     | Wilf McGuinness |
|    | Irlanda (bandiera)     | C     | Liam Whelan     |
|    | Inghilterra (bandiera) | C     | Jeff Whitefoot  |
|    | Inghilterra (bandiera) | A     | Johnny Berry    |
|    | Scozia (bandiera)      | A     | Alex Dawson     |
|    | Inghilterra (bandiera) | A     | John Doherty    |
|    | Galles (bandiera)      | A     | Reg Hunter      |
|    | Irlanda (bandiera)     | A     | Jackie Mooney   |
|    | Galles (bandiera)      | A     | Kenny Morgans   |
|    | Inghilterra (bandiera) | A     | David Pegg      |
|    | Inghilterra (bandiera) | A     | Albert Scanlon  |
|    | Inghilterra (bandiera) | A     | Tommy Taylor    |
|    | Inghilterra (bandiera) | A     | Dennis Viollet  |
|    | Galles (bandiera)      | A     | Colin Webster   |

## Risultati

### FA Charity Shield
| Manchester 24 ottobre 1956                    | Manchester City | 0 – 1 referto | Manchester Utd | Maine Road (30 495 spett.) |
| \| \| \| \| \| \| Marcatori \| 75’ Viollet \| |                 |               |                |                            |
|                                               |                 |               |                |                            |
|                                               | Marcatori       | 75’ Viollet   |                |                            |

### Coppa dei Campioni
| Dortmund 12 settembre 1956 Primo turno - Andata          | Anderlecht | 0 – 2 referto          | Manchester Utd | Stadio Émile Verse |
| \| \| \| \| \| \| Marcatori \| Viollet 25’ Taylor 75’ \| |            |                        |                |                    |
|                                                          |            |                        |                |                    |
|                                                          | Marcatori  | Viollet 25’ Taylor 75’ |                |                    |

| Manchester 26 settembre 1956 Primto turno - Ritorno                                                        | Manchester Utd | 10 – 0 referto | Anderlecht | Old Trafford |
| \| \| \| \| \| Taylor 8’, 20’, 52’ Viollet 25’, 38’, 44’, 65’ Whelan 61’, 82’ Berry 75’ \| Marcatori \| \| |                |                |            |              |
| |                |                |            |              |
| Taylor 8’, 20’, 52’ Viollet 25’, 38’, 44’, 65’ Whelan 61’, 82’ Berry 75’                                   | Marcatori      |                |            |              |

| Manchester 17 ottobre 1956, ore 21:00 WET Ottavi di finale - Andata                     | Manchester Utd | 3 – 2 referto               | Borussia Dortmund | Old Trafford |
| \| \| \| \| \| Viollet 10’, 25’ Pegg 35’ \| Marcatori \| 68’ Kapitulski 75’ Preißler \| |                |                             |                   |              |
|                                                                                         |                |                             |                   |              |
| Viollet 10’, 25’ Pegg 35’                                                               | Marcatori      | 68’ Kapitulski 75’ Preißler |                   |              |

| Dortmund 21 novembre 1956, ore 21:00 CET Ottavi di finale - Ritorno | Borussia Dortmund | 0 – 0 referto | Manchester Utd | Stadio Rote Erde |

| Bilbao 16 gennaio 1957, ore 15:45 CET Quarti di finale - Andata                                                        | Athletic Bilbao | 5 – 3 referto                     | Manchester Utd | Stadio San Mamés |
| \| \| \| \| \| Uribe 2’, 28’ Markaida 43’ Merodio 73’ Artetxe 78’ \| Marcatori \| 48’ Taylor 54’ Viollet 85’ Whelan \| |                 |                                   |                |                  |
| |                 |                                   |                |                  |
| Uribe 2’, 28’ Markaida 43’ Merodio 73’ Artetxe 78’                                                                     | Marcatori       | 48’ Taylor 54’ Viollet 85’ Whelan |                |                  |

| Manchester 6 febbraio 1957, ore 21:30 WET Quarti di finale - Ritorno | Manchester Utd | 3 – 0 referto | Athletic Bilbao | Maine Road |
| \| \| \| \| \| Viollet 42’ Taylor 70’ Berry 85’ \| Marcatori \| \|   |                |               |                 |            |
|                                                                      |                |               |                 |            |
| Viollet 42’ Taylor 70’ Berry 85’                                     | Marcatori      |               |                 |            |

| Madrid 11 aprile 1957, ore 16:30 CET Semifinale - Andata                        | Real Madrid | 3 – 1 referto | Manchester Utd | Estadio Santiago Bernabéu |
| \| \| \| \| \| Rial 61’ Di Stéfano 73’ Mateos 83’ \| Marcatori \| 82’ Taylor \| |             |               |                |                           |
|                                                                                 |             |               |                |                           |
| Rial 61’ Di Stéfano 73’ Mateos 83’                                              | Marcatori   | 82’ Taylor    |                |                           |

| Manchester 25 aprile 1957, ore 20:15 WET Semifinale - Ritorno               | Manchester Utd | 2 – 2 referto     | Real Madrid | Old Trafford |
| \| \| \| \| \| Taylor 52’ Charlton 85’ \| Marcatori \| 25’ Kopa 33’ Rial \| |                |                   |             |              |
|                                                                             |                |                   |             |              |
| Taylor 52’ Charlton 85’                                                     | Marcatori      | 25’ Kopa 33’ Rial |             |              |